# Antoine de Créqui Canaples
Antoine de Créqui Canaples (ur. 17 lipca 1531, zm. 20 czerwca 1574 w Amiens) – francuski duchowny katolicki, kardynał, biskup Amiens, członek Rady Stanu za panowania Karola IX.

## Życiorys
Pochodził z arystokratycznego rodu. Święcenia kapłańskie przyjął 22 kwietnia 1554. 15 grudnia 1553 został wybrany biskupem Nantes. 22 kwietnia 1554 przyjął sakrę z rąk biskupa François de Lavala (współkonsekratorami byli biskupi Gilles de Gaude i François de Créqui). 14 lipca 1564 przeszedł na biskupstwo Amiens, na której pozostał już do śmierci. 12 marca 1565 Pius IV wyniósł go do godności kardynalskiej, a 13 marca 1566 Pius V nadał mu tytularną diakonię San Trifone. Nie brał udziału w konklawe 1565-1566 i 1572 wybierających kolejno Piusa V i Grzegorza XIII.